# Болмура
Болмура (на шведски: Bollmora) е град в лен Стокхолм, Югоизточна Швеция. Главен административен център на община Тюресьо. Намира се на около 25 km на югозапад от централната част на столицата Стокхолм. Населението на града е 15 220 жители според данни от преброяването през 2010 г.